# Піраньї 3D
«Піраньї 3D» (англ. Piranha 3D) — американський комедійний 3D-фільм жаху 2010 року, рімейк фільму 1978 р. Піранья. Режисер — Александр Ажа, головні ролі виконували Стівен Р. Макквін, Джессіка Зор, Джеррі О'Коннелл, Річард Дрейфус, Крістофер Ллойд, Елізабет Шу, Адам Скотт, Келлі Брук, Райлі Стіл, Вінг Реймс й Елі Рот.
Добре прийнятий критикою, фільм зібрав понад $83 млн по всьому світу.

## Сюжет
Дія розгортається на озері Вікторія в Аризоні. Озеро знаходиться в кратері, утвореному виверженням вулкана, що сталося в доісторичні часи, і коли раптом починаються підземні поштовхи, на дні озера утворюється розлом, з якого з'являються піраньї. Першою жертвою піраній стає літній рибалка, чий обгризений труп шериф Форрестер і її помічник знаходять вранці. Шериф супроводжує сейсмологів-дайверів, які прибули для обстеження розлому. Двоє з них (Сем і Паула) пірнають у розлом і бачать величезну печеру, в якій знаходиться ікра піраній; потім піраньї нападають на них. Третьому сейсмологу Новаку вдається витягнути тільки труп Паули і одну з риб. Шериф і Новак звертаються до місцевого іхтіолога, який говорить, що ці піраньї належать до виду, який вимер мільйони років тому.
Зрозумівши, що відпочивальникам загрожує небезпека, шериф намагається оголосити надзвичайний стан. Однак саме в цей день на пляж озера прибули тисячі школярів і студентів, у яких почалися весняні канікули. Вони не хочуть виходити з води, і незабаром стають жертвами полчищ розлючених піраній.
Тим часом син шерифа Джейк, який повинен був залишитися вдома і стежити за молодшими братом і сестрою, їде на яхті з Дерріком, режисером порнофільмів. Деррік попросив Джейка показати йому красиві місця на озері, на яхті також дві порноакторки і помічник Дерріка, там же виявляється однокласниця Джейка Келлі, якій він давно симпатизує. Забравшись у дальній куток озера, Деррік знімає еротичні кадри. Раптом Джейк бачить на піщаному острівці брата з сестрою: порушивши домовленість сидіти вдома, вони поїхали рибалити, але їх човен поплив. Дітей беруть на яхту, яка незабаром сідає на мілину і починає тонути. Піраньї накидаються на одну з порноакторок і Дерріка, що опинилися за бортом; Дерріка вдається виловити з води, але він виявляється сильно обгризеним і незабаром помирає. Джейк телефонує своїй матері, вона з Новаком прибувають на катері і намагаються врятувати людей на яхті, в підсумку врятованими виявляються тільки Джейк, Келлі і молодші діти. Вони підривають потонулу яхту, через вибух якої гинуть всі піраньї.
Дзвонить іхтіолог, який повідомляє, що ті піраньї, які кидаються на людей, є не дорослими особинами, а лише мальками. Новак дивується, де ж їхні батьки. Тут з води вистрибує доросла піранья (розміром з дельфіна), яка хапає Новака.

## Акторський склад
- Елізабет Шу — шериф Джулі Форестер
- Стівен Р. Макквін — Джейк Форестер
- Адам Скотт — Новак Радзинський
- Джеррі О'Коннелл — Деррік Джонс
- Вінг Реймс — заступник Фаллона
- Джессіка Зор — Келлі Дрісколл
- Діна Мейер — Паула Монтеллано
- Крістофер Ллойд — Карл Гудман
- Річард Дрейфус — Метт Бойд
- Елай Рот — MC (камео)

У фільмі в ролі камео брали участь американські порноакторки Джіанна Майклз, Райлі Стіл, Ешлі Брук. Для масовки були запрошені й інші моделі та порноакторки.

## Критика
Піраньї 3D отримав позитивні відгуки, 73%-й рейтинг на Rotten Tomatoes, на основі 113 відгуків. На Metacritic, який призначає нормований рейтинг зі 100 відгуків від основних критиків, фільм отримав змішаний середній бал 53% на основі 20 відгуків.